# John Beasley (acteur)
Pour les articles homonymes, voir John Beasley et Beasley.
John Beasley, né le 26 juin 1943 à Omaha et mort le 30 mai 2023 dans la même ville, est un acteur américain connu pour son rôle d'Irv Harper dans la série télévisée Everwood et ses rôles récurrents dans Les Experts : Miami, Millennium et The Pretender.

## Biographie
Né le 26 juin 1943 à Omaha, dans le Nebraska, il ne commence sa carrière d'acteur qu'au milieu de la quarantaine. Auparavant, il était cheminot à l'Union Pacific Railroad et a créé le John Beasley Theater and Workshop dans le sud d'Omaha.
Beasley a interprété le général Lasseter dans La somme de toutes les peurs et le révérend C. Charles Blackwell dans L'apôtre. En 1992, il a joué le père de Jesse et Terry Hall dans le film The Mighty Ducks. Il a joué aux côtés de The Rock dans le remake de Walking Tall en 2004.
Beasley a joué de nombreux rôles d'invité à la télévision et est apparu dans plusieurs téléfilms. Son rôle le plus important dans une série télévisée a été celui d'Irv Harper dans la série Everwood de la WB. Il a également joué dans la sitcom The Soul Man de TV Land, dont la cinquième et dernière saison a été diffusée en 2016.

## Filmographie

### Acteur

#### Cinéma
- 1989 : Rapid Fire : Henchman
- 1991 : Un privé en escarpins : Ernie
- 1992 : Les petits champions : Mr. Hall
- 1993 : Cœur sauvage : Cook
- 1993 : Rudy : Coach Warren
- 1994 : Little Big League : Roberts
- 1995 : Losing Isaiah : Les Chemins de l'amour : Garbage Man
- 1995 : The Cure : Skipper #2
- 1997 : Le prédicateur : Brother Blackwell
- 1999 : La Tête dans le carton à chapeaux : Nehemiah
- 1999 : Le Déshonneur d'Elisabeth Campbell : Colonel Slesinger
- 1999 : The Living Witness
- 2000 : Intuitions : Albert Hawkins
- 2000 : Les âmes perdues : Det. Mike Smythe
- 2000 : The Operator : Reverend James
- 2001 : The Journeyman : Cleofas
- 2002 : La somme de toutes les peurs : Général Lasseter
- 2004 : Tolérance zéro : Chris Vaughn Sr.
- 2007 : Daddy's Little Girls : 125 Family Court Judge
- 2009 : For Love of Amy : Mr. Tate
- 2014 : American Nightmare 2: Anarchy : Papa Rico
- 2015 : Il est toujours temps d'aimer : Mike (non crédité)
- 2015 : Sinister 2 : Père Rodriguez
- 2016 : It Snows All the Time : Mr. Stewart
- 2017 : Haunted Maze : Détective Edwards
- 2022 : Firestarter : Irv Manders

#### Courts-métrages
- 2015 : Tattoo
- 2016 : Second Words

#### Télévision

##### Séries télévisées
- 1990 : Brewster Place : M. Willie
- 1993 : Laurel Avenue : M. Coleman
- 1993 : Le Retour des Incorruptibles
- 1994 : Missing Persons : Davison's Lawyer
- 1996 : EZ Streets : Ogden
- 1998 : Demain à la une : Police Capitaine Haines
- 1998 : Le caméléon : Janitor at NuGenesis
- 1999 : Millennium : James Edward Hollis
- 2000-2001 : Les experts : Charles Moore
- 2000-2003 : Amy : Judge Henry Bromell
- 2002-2006 : Everwood : Irv Harper
- 2006 : The Lost Room : Gus
- 2007 : Boston Justice : Détective Walter McKay
- 2007 : NCIS : Enquêtes spéciales : Daryl Hardy
- 2010 : Les experts: Miami : Henry Dawson
- 2011 : Detroit 1-8-7 : Joe King
- 2011 : La loi selon Harry : Judge Ronald Winston
- 2011 : Treme : Don Encalade
- 2012-2016 : The Soul Man : Barton Ballentine
- 2017 : Shots Fired : Mr. Dabney
- 2018 : The Resident : Mortimer Rosenthal

##### Téléfilms
- 1991 : Pour le bonheur d'Allison : Bo
- 1996 : To Sir, with Love II : Greg Emory
- 1998 : Traces of Insanity
- 1999 : Unité spéciale - Une femme d'action : Secrétaire Robert Edwards
- 2000 : Act of Love : Mr. Banks
- 2000 : Freedom Song (en) : Jonah Summer
- 2000 : The Moving of Sophia Myles : Nathaniel Myles
- 2009 : Cadeau d'adieu : Peter Boscow
- 2017 : The Immortal Life of Henrietta Lacks : Cliff

### Parolier

#### Téléfilms
- 2017 : The Immortal Life of Henrietta Lacks